# فرودگاه یونیورسیتی آکسفورد
فرودگاه یونیورسیتی آکسفورد (به انگلیسی: University-Oxford Airport)  یک فرودگاه همگانی  با کد یاتا UOX است که یک باند فرود آسفالت دارد و طول باند آن ۱۷۰۷ متر است. این فرودگاه در  کشور ایالات متحده آمریکا قرار دارد و در ارتفاع ۱۳۸ متری از سطح دریا واقع شده است.